# Романов, Николай Венедиктович
Николай Венедиктович Романов (6 [18] октября 1863 — 1927, Гродно, Белостокское воеводство) — гражданский инженер, архитектор.

## Биография
Родился в 1863 году, происходил из обер-офицерских детей.
После окончания Астраханского реального училища поступил в Институт гражданских инженеров в 1882 году. Окончил здесь курс по 1-му разряду в 1887 году. Николай Венедиктович отличился на службе младшим архитектором в Гродненской губернской коллегии и через три года был назначен младшим архитектором этой коллегии. Кроме этого М. Романов состоял архитектором-оценщиком недвижимых имуществ в г. Гродно, которые предъявлялись для залога в тульском земельном банке в Санкт-Петербурге.
С 1893 по 1900 год М. Романов был гродненским губернским архитектором.12 февраля 1900 года в связи со смертью гродненского губернского инженера В. Ф. Небольсина был временно назначен для исполнения своих обязанностей, но через полгода М. Романова освободили от всех обязанностей и должностей «За назначением на должность старшего инженера по дорожной части Гродненского губернского распорядительного комитета». С этого времени главной заботой Романова стали губернские мосты и дороги.
15 августа 1901 года был открыт каменный Губернаторский мост через Городничанку.
В 1906-09 годах принимал активное участие в строительстве Петровско-Николаевского моста через реку Неман в г. Гродно. Для этого Н. Романов получил от Его Императорского Величества высочайшую благодарность.
С началом Первой мировой войны М. В. Романов был откомандирован в 1-й округ военно-дорожных работ, а затем в подчинение начальника военно-дорожного управления Северного фронта. Его главным долгом там было строительство и восстановление разрушенных в ходе боевых действий дорог. В связи с обострением хронической болезни 1 апреля 1916 года старший дорожный инженер был откомандирован в распоряжение Гродненского губернского распорядительного комитета.
После эвакуации в глубь страны по окончании войны вернулся в Гродно, где и умер в 1927 году. Похоронен на православном кладбище г. Гродно рядом со своей матерью.

## Творчество
- 1888[1]:

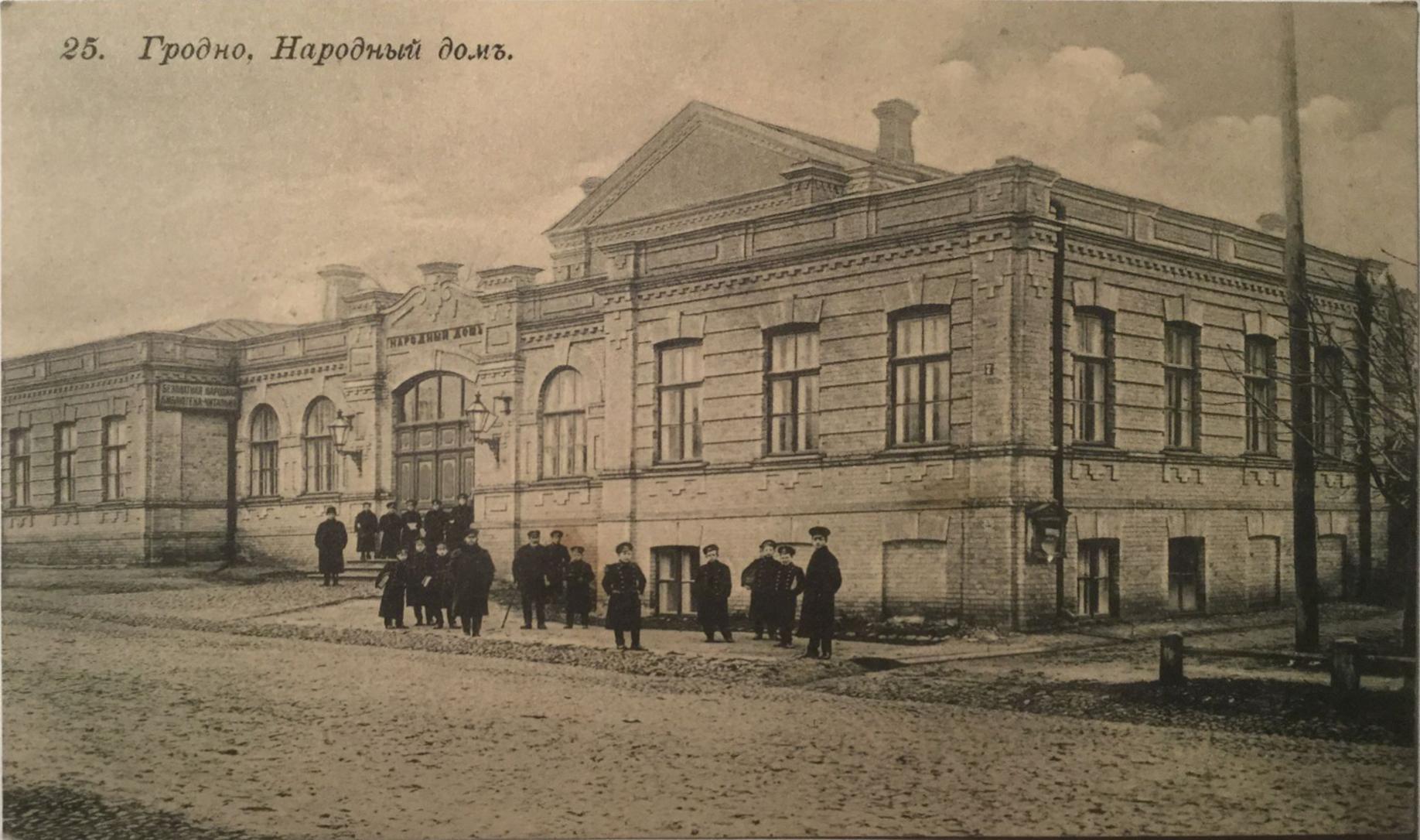
Народный дом в Гродно

  - капитальный ремонт кирпичного храма и новой колокольни в Сынковичах Слонимского района
  - новая кирпичная колокольня в Слониме:

- 1889-91[1]

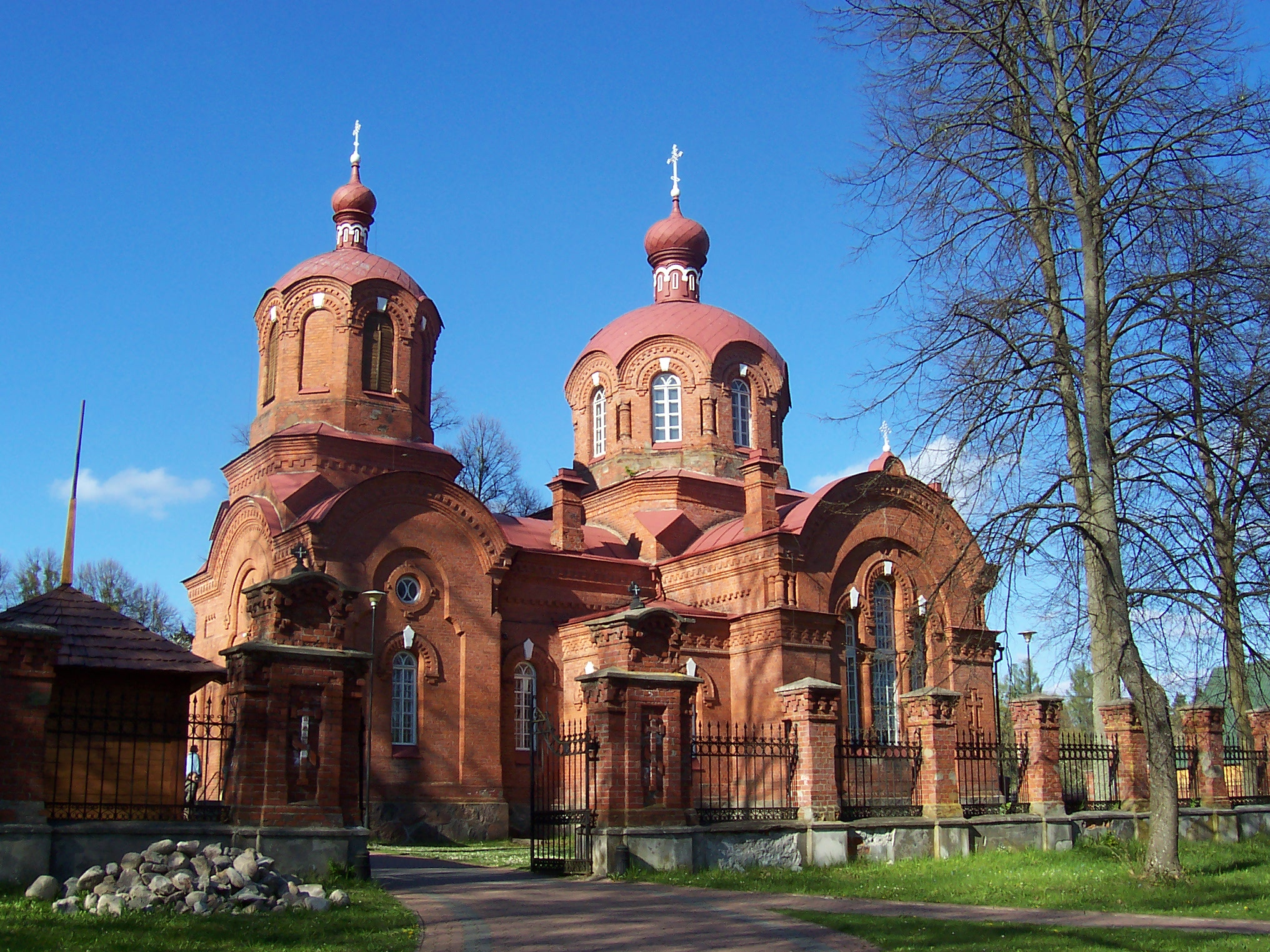
Церковь Святого Николая в Беловеже

  - Кирпичная церковь св. Николая в Беловеже Пружанского уезда
  - Кирпичная Свято-Николаевская церковь в Крупчицах Кобринского уезда[7]
  - деревянная Михайловская церковь в Гутово Кобринского уезда[8]
  - деревянное здание обычной сельской больницы на 10 коек в Беловеже Пружанского уезда
  - кирпичный двухэтажный дом для правления и почтово-телеграфной конторы в г. Гродно
  - 60 деревянных мостов длиной от 1 до 50 саженей
- 1904[9]:
  - Здание Гродненского народного дома (совместно с Л. Лангад)

## Награды
- Золотая булавка с изумрудом (1894 г.)
- Орден Святого Станислава 3-й степени (1895 г.)
- часы с золотой цепочкой (1897 г.)
- серебряная медаль «В честь царствования императора Александра III» на Александровской ленте (1897 г.)
- Орден Святой Анны 3-й степени (1900 г.)
- Орден Святого Станислава 2-й степени (1911 г.)
- медаль «В память 300-летия правления Дома Романовых» (1913 г.)

## Адреса
В Гродно жил на Полицейской улице в доме Карсунского.